# The Autumn Effect
The Autumn Effect es el álbum de la banda americana 10 Years, gracias al tema "Through the Iris" entró en el Billboard 200.

## Canciones
1. "Waking Up" – 03:13
2. "Fault Line" – 03:50
3. "The Recipe" – 03:36
4. "Cast It Out" – 03:18
5. "Wasteland" – 03:49
6. "Seasons to Cycles" – 03:52
7. "Half Life" – 04:16
8. "Through the Iris" – 03:30
9. "Empires" – 02:41
10. "Prey" – 03:01
11. "Insects" – 04:21
12. "Paralyzing Kings" – 03:49
13. "The Autumn Effect" - 04:10
14. "Slowly Falling Awake" (Hidden Embedded Track) - 05:25
15. "The Autumn Effect" (Piano Version) Bonustrack (Japanese Release) - 04:22
16. "Pacemaker" Bonustrack (Best Buy Rxclusive) - 03:42

ORIGINAL RELEASE INSTRUMENTAL TRACKS
1. Cast It Out  - 05:35
2. Through the Iris - 05:41
3. The Autumn Effect  - 03:31

## Carteleras
| Año  | Cartelera         | Posiciones |
| ---- | ----------------- | ---------- |
| 2006 | The Billboard 200 | #72        |
| 2006 | Top Heatseekers   | #1         |

## Sencillos
| Año  | Sencillo           | Cartelera              | Posiciones |
| ---- | ------------------ | ---------------------- | ---------- |
| 2006 | "Wasteland"        | Billboard Hot 100      | #94        |
| 2006 | "Wasteland"        | Modern Rock Tracks     | #1         |
| 2006 | "Wasteland"        | Mainstream Rock Tracks | #2         |
| 2006 | "Through the Iris" | Modern Rock Tracks     | #35        |
| 2006 | "Through the Iris" | Mainstream Rock Tracks | #20        |
| 2006 | "Waking Up"        | Mainstream Rock Tracks | #32        |

- Datos: Q7714987